# Liste irischer Schriftsteller
Dies ist eine alphabetische Liste irischer Schriftsteller.

## Liste

### A
- Cecelia Ahern (* 1981)
- William Allingham (1824–1889)

### B
- John Banville (* 1945)
- Alex Barclay (* 1974)
- Leland Bardwell (1922–2016)
- Kevin Barry (* 1969)
- Sebastian Barry (* 1955)
- Colin Bateman (* 1962)
- Sara Baume (* 1984)
- Samuel Beckett (1906–1989)
- Brendan Behan (1923–1964)
- Dominic Behan (1928–1989)
- Ronan Bennett (* 1956)
- Paul Bew (* 1950)
- Maeve Binchy (1939–2012)
- Eavan Boland (1944–2020)
- Rosita Boland (* 1965)
- Dermot Bolger (* 1959)
- Pat Boran (* 1963)
- Eoin Bourke (1939–2017)
- Eva Bourke (* 1946)
- Elizabeth Bowen (1899–1973)
- Patrick Gillman Bowen (1882–1940)
- John Boyd (1912–2002)
- John Boyne (* 1971)
- Herbie Brennan (1940–2024)
- Jimmy Brennan (1944–2006)
- Maeve Brennan (1917–1993)
- Robert Brennan (1881–1964)
- Ken Bruen (1951–2025)
- Patricia Burke Brogan (1932–2022)
- Anna Burns (* 1962)
- Johnny Byrne (1935–2008)

### C
- Niamh Campbell (* 1988)
- William Carleton (1794–1869)
- Marina Carr (* 1964)
- Ciaran Carson (1948–2019)
- Paul Carson (* 1949)
- Joyce Cary (1888–1957)
- Jane Casey (* 1977)

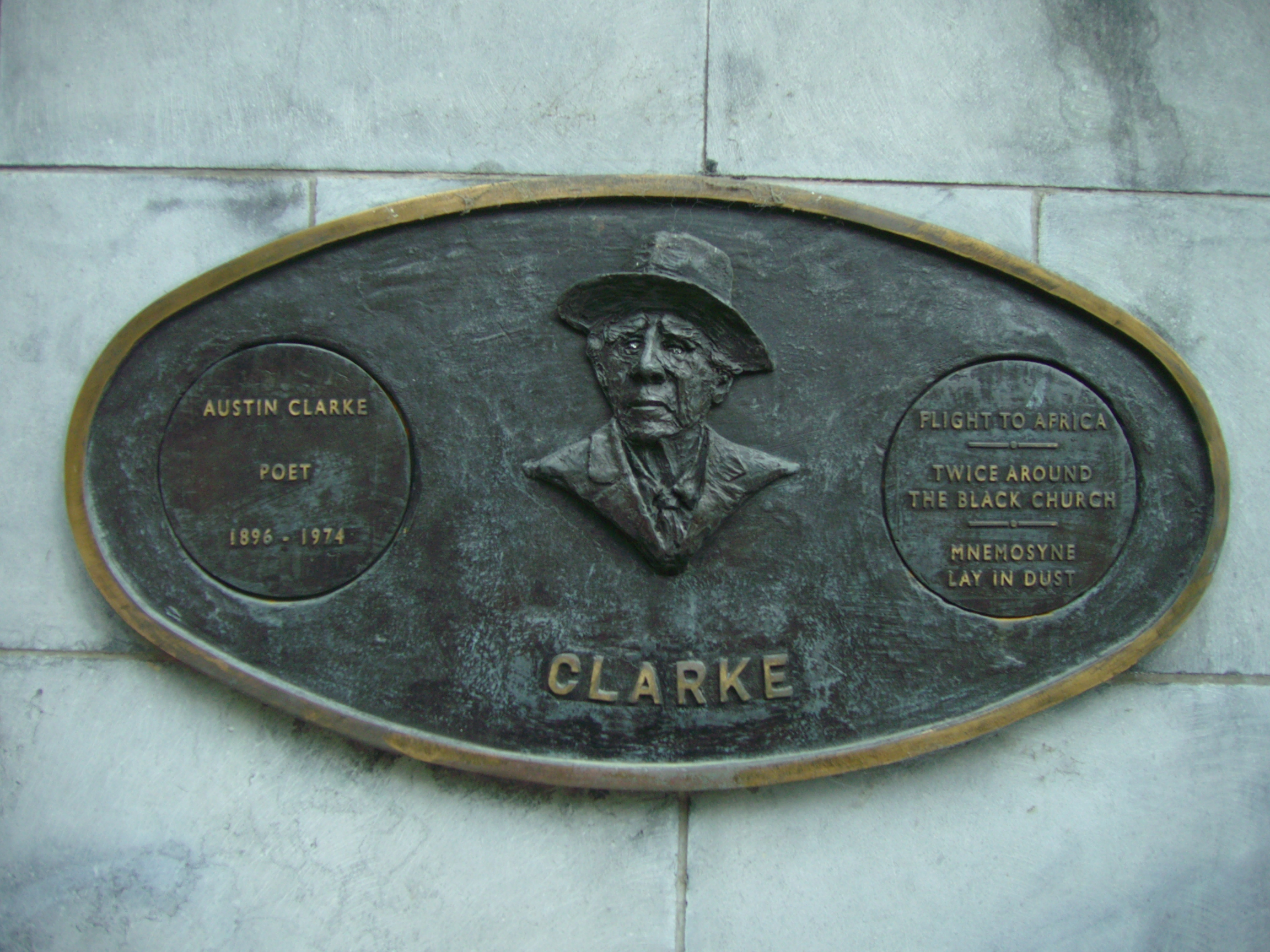
Austin Clarke

- Desmond Chapman-Huston (1884–1952)
- Cheiro (1866–1936)
- Robert Erskine Childers (1870–1922)
- Austin Clarke (1896–1974)
- Harry Clifton (* 1952)
- Michael Coady (1939–2024)
- Brian Coffey (1905–1995)
- Eoin Colfer (* 1965)
- Padraic Colum (1881–1972)
- John Connolly (* 1968)
- Hugh Costello (* 20. Jh.)
- Freeman Wills Crofts (1879–1957)
- Thomas Crofton Croker (1798–1854)
- Anthony Cronin (1928–2016)
- Seán Cronin (1922–2011)
- Cú Chuimne († 748)
- Michael Curtin (* 1942)

### D

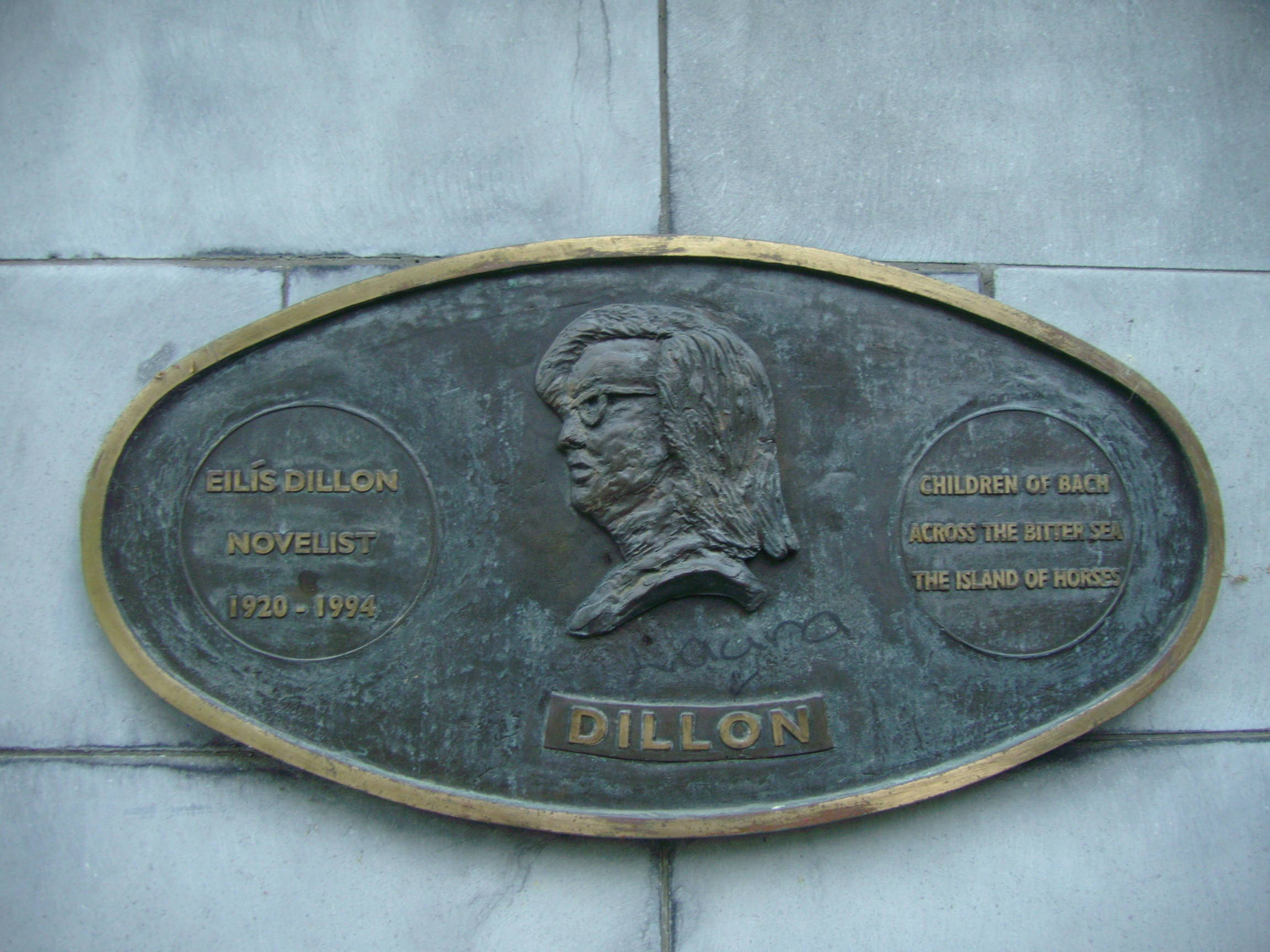
Eilís Dillon

- Ita Daly (* 1945)
- George Darley (1795–1846)
- Thomas Davis (1814–1845)
- Seamus Deane (1940–2021)
- Eilis Deeney (* 1954)
- Frank Delaney (1942–2017)
- John Denham (1615–1669)
- Anne Devlin (* 1951)
- Denis Devlin (1908–1959)
- Eilís Dillon (1920–1994)
- John Blake Dillon (1814–1866)
- J. P. Donleavy (1926–2017)
- Emma Donoghue (* 1969)
- Gerard Donovan (* 1959)
- Siobhan Dowd (1960–2007)
- Roddy Doyle (* 1958)
- Charles Gavan Duffy (1816–1903)
- Martin Duffy (* 1952)
- Patrick Dunne (* 20. Jh.)
- Lord Dunsany (1878–1957)
- Paul Durcan (* 1944)

### E
- Maria Edgeworth (1767–1849)
- Richard Lovell Edgeworth (1744–1817)
- Jane Francesca Elgee (1821–1896)
- Anne Enright (* 1962)
- Martina Evans (* 1961)

### F
- Denis Fahey (1883–1954)
- George Farquhar (≈1677–1707)
- James Gordon Farrell (1935–1979; auch GB)
- Kathleen Ferguson (* 1958)
- Samuel Ferguson (1810–1886)
- Constantine Fitzgibbon (1919–1983)
- R. F. Foster (* 1949)
- Tana French (* 1973)
- Brian Friel (1929–2015)

### G
- Patrick Galvin (1927–2011)
- Monk Gibbon (1896–1987)
- Stephen Gilbert (1912–2010)
- Alan Glynn (* 1960)
- Oliver St. John Gogarty (1878–1957)
- Oliver Goldsmith (1728–1774)
- Robert Greacen (1920–2008)
- Isabella Augusta Gregory (1852–1932)
- Elizabeth Griffith (1727–1793)

### H
- Anna Maria Hall (1800–1881)
- Samuel Carter Hall (1800–1889)
- Hugo Hamilton (* 1953)
- Charles Handy (1932–2024)
- James Hardiman (1782–1855)
- Michael Harding (* 1953)
- Josephine Hart (1942–2011)
- Michael Hartnett (1941–1999)
- Chris Haughton (* 1978)
- Anne Haverty (* 1959)
- Sally Hayden (* 19**)
- Richard Head (~1637–1686)
- Dermot Healy (1947–2014)
- Randolph Healy (* 1956)
- Seamus Heaney (1939–2013)
- Anne French Hector (1825–1902), „Mrs. Alexander“
- Rónán Hession (* 1975)
- Christine Dwyer Hickey (* 1960)
- Aidan Higgins (1927–2015)
- F. E. Higgins
- F. R. Higgins (1896–1941)
- Kevin Higgins (1967–2023)
- Michael D. Higgins (* 1941)
- Padraig J. Higgins (* 19**)
- Desmond Hogan (* 1950)
- Caoilinn Hughes (* 1985)
- Declan Hughes (* 1963)
- Douglas Hyde (1860–1949)

### I
- Valentin Iremonger (1918–1991)

### J

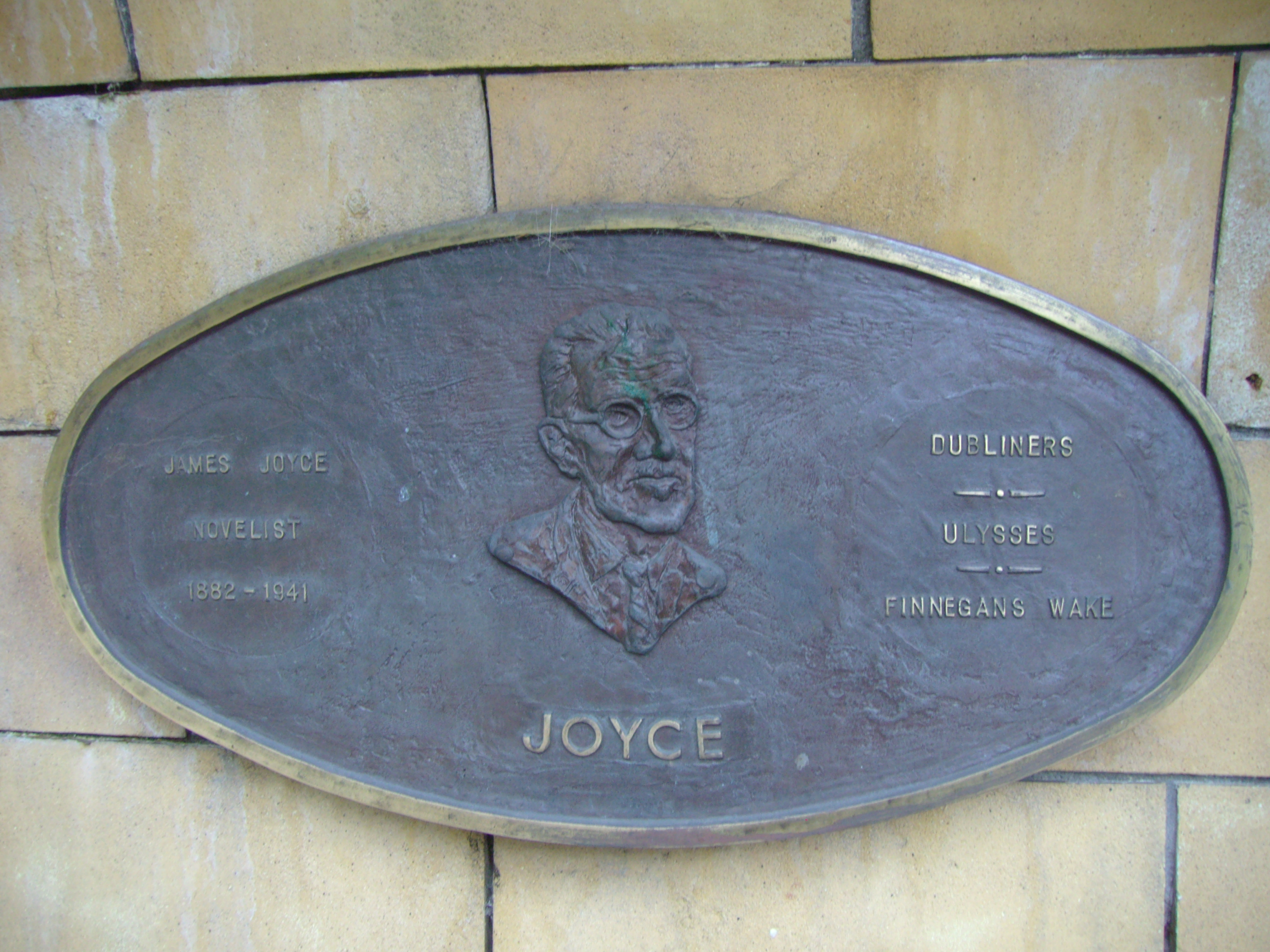
James Joyce

- Biddy Jenkinson (* 1948)
- Fred Johnston (* 1951)
- Jennifer Johnston (1930–2025)
- John Jordan (1930–1988)
- Neil Jordan (* 1950)
- James Joyce (1882–1941)
- Stanislaus Joyce (1884–1955)
- Trevor Joyce (* 1947)

### K
- Ben Kane (* 1970)
- Patrick Kavanagh (1904–1967)
- Colm Keane (1951–2022)
- John B. Keane (1928–2002)
- Molly Keane (1904–1996)
- Paul Kearney (* 1967)
- Claire Keegan (* 1968)
- Richard Kell (1927–2023)
- Brendan Kennelly (1936–2021)
- Pádraig Kenny
- Marian Keyes (* 1963)
- Benedict Kiely (1919–2007)
- Thomas Kilroy (1934–2023)
- Thomas Kinsella (1928–2021)
- Anatoli Kudrjawizki (* 1954)

### L
- James Fintan Lalor (1807–1849)
- Derek Landy (* 1974)
- Dionysius Lardner (1793–1859)
- Mary Lavin (1912–1996)
- Emily Lawless (1845–1913)
- William Edward Hartpole Lecky (1838–1903)
- Francis Ledwidge (1887–1917)
- Joseph Sheridan Le Fanu (1814–1873)
- Maurice Leitch (1933–2023)
- Hugh Leonard (1926–2009)
- C. S. Lewis (1898–1963)
- James Liddy (* 1934)
- Michael Longley (1939–2025)
- John V. Luce (1920–2011)
- Bernárd Lynch (* 1947)
- Paul Lynch (* 1977)

### M
- Séamas Mac Annaidh (* 1952)
- Liam Mac Cóil (* 1952)
- Donagh MacDonagh (1912–1968)
- Thomas MacDonagh (1878–1916)
- Steve MacDonogh (1948/49–2010)
- Patrick MacGill (1889–1963)
- Thomas MacGreevy (1893–1967)
- Bernard MacLaverty (* 1942)

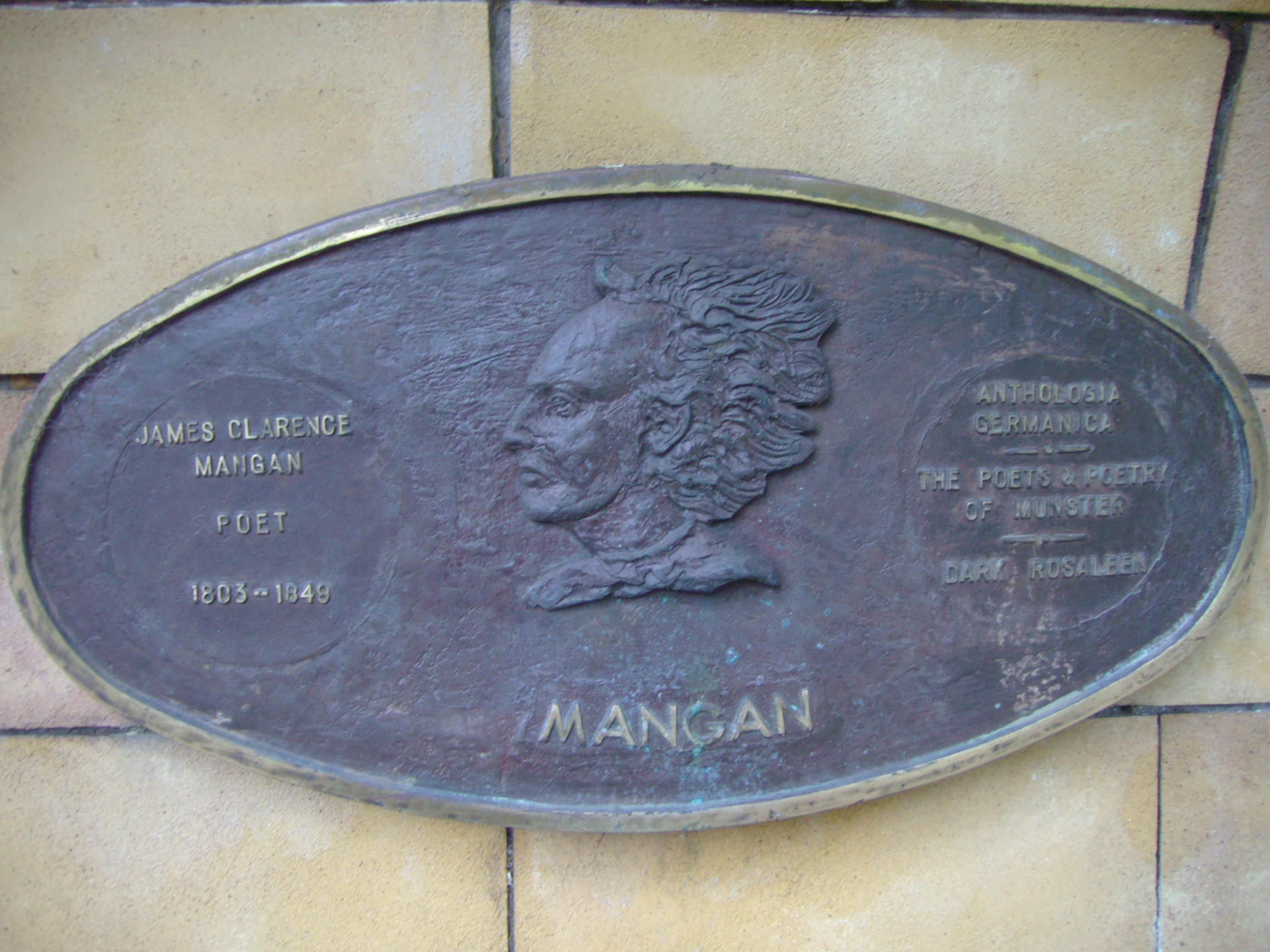
James Clarence Mangan

- Bryan Michael MacMahon (1909–1998)
- Francis MacManus (1909–1965)
- Louis MacNeice (1907–1963)
- Tomás Mac Síomóin (1938–2022)
- Domhnall MacSíthigh (*)
- Terence MacSwiney (1879–1920)
- Deirdre Madden (* 1960)
- Richard Robert Madden (1798–1886)
- Kevin Maher (* 1972)
- Derek Mahon (1941–2020)
- James Clarence Mangan (1803–1849)
- Emer Martin (* 1968)
- Aidan Mathews (* 1956)
- Charles Robert Maturin (1780–1824)
- Caitlín Maude (1941–1982)
- Dara McAnulty (* 2004)
- Sam McBratney (1943–2020)
- Eugene McCabe (1930–2020)
- Patrick McCabe (* 1955)
- Colum McCann (* 1965)
- John McCann (1905–1980)
- Denis Florence McCarthy (1817–1868)
- Mike McCormack (* 1965)
- Barry McCrea (* 1974)
- Martin McDonagh (* 1970)
- John McGahern (1934–2006)
- Brian McGilloway (* 1974)
- Patrick McGinley (* 1937)
- Frank McGuinness (* 1953)
- Lisa McInerney (* 1981)
- Adrian McKinty (* 1968)
- Eoin McNamee (* 1961)
- Anna McPartlin (* 1972)
- Conor McPherson (* 1971)
- Paul McVeigh (* 1968)
- Glenn Meade (* 1957)
- L. T. Meade (1844–1914)
- Paula Meehan (* 1955)
- Brian Merriman (1747–1805)
- Máire Mhac an tSaoi (1922–2021)
- Sam Millar (* 1955)
- John Montague (1929–2016)
- Thomas Moore (1779–1852)
- Danny Morrison (* 1953)
- Sinéad Morrissey (* 1972)
- Mary Morrissy (* 1957)
- John Morrow (1930–2014)
- Peter Morwood (1956–2025)
- Paul Muldoon (* 1951)
- Val Mulkerns (1925–2018)
- Iris Murdoch (1919–1999)
- Paul Murray (* 1975)

### N
- Louise Nealon (* 1991)
- Stuart Neville (* 1972)
- Eiléan Ní Chuilleanáin (* 1942)
- Nuala Ní Dhomhnaill (* 1952)
- Doireann Ní Ghríofa (* 20. Jhd.)
- Christopher Nolan (1965–2009)
- Graham Norton (* 1963)
- Liz Nugent (* 1967)

### O
- Dara Ó Briain (* 1972)
- Edna O’Brien (1930–2024)
- Fitz-James O’Brien (1828–1862)
- Flann O’Brien (1911–1966)
- Kate O’Brien (1897–1974)
- Dáibhí Ó Bruadair (David O’Bruadair) (1625–1698)
- Máirtín Ó Cadhain (1906–1970)
- Seán O’Casey (1880–1964)
- Pádraic Ó Conaire (1882–1928)
- Pádraic Óg Ó Conaire (1903–1971)
- Frank O’Connor (1903–1966)
- Gemma O’Connor (* 1940)
- Joseph O’Connor (* 1963)
- Ulick O’Connor (1928–2019)
- Tomás Ó Criomhthain (1856–1937)
- Máirtín Ó Direáin (1910–1988)
- Peadar O’Donnell (1893–1986)
- John O’Donohue (1956–2008)
- Gerard O’Donovan (* 1965)
- Ciarán O’Driscoll (* 1943)
- Dennis O’Driscoll (1954–2012)
- Gréagóir Ó Dúill (* 1946)
- Julia O’Faolain (1932–2020)
- Nuala O’Faolain (1940–2008)
- Seán O’Faoláin (1900–1991)
- Maggie O’Farrell (* 1972)
- Liam O’Flaherty (1896–1984)
- Séamus Ó Grianna (1889/1891–1969)
- Peadar Ó hAnnracháin (1873–1965)
- Breandán Ó hEithir (1930–1990)
- Seumas O’Kelly (1875/1881–1918)
- Ed O’Loughlin (* 19**)
- Aogán Ó Muircheartaigh (* 1948)
- Jamie O’Neill (* 1962)
- Louise O’Neill (* 1985)
- Marian O’Neill (* 19**)
- Mary Devenport O’Neill (1879–1967)
- Antóine Ó Raiftéirí (Anthony Raftery) (1784–1835)
- Aogán Ó Rathaille (1675–1729)
- Seán Ó Ríordáin (1916–1977)
- Darach Ó Séaghdha
- Cathal Ó Searcaigh (* 1956)
- Pat O’Shea (1931–2007)
- Pádraig Ó Snodaigh (* 1935)
- Diarmaid Ó Súilleabháin (1932–1985)
- Maurice O’Sullivan (1904–1950)
- Seamus O’Sullivan (James Sullivan Starkey) (1879–1958)
- Eoghan Ó Tuairisc (Eugene Watters) (1919–1982)

### P
- David Park (* 1953)
- Stewart Parker (1941–1988)
- Tom Paulin (Thomas Neilson Paulin) (* 1949)
- Patrick Pearse (Pádraig Mac Piarais) (1879–1916)
- Edward Plunkett (1878–1957)
- Joseph Plunkett (1887–1916)
- Deirdre Purcell (1945–2023)

### Q
- Patrick Quigley (* 1953)

### R
- George Reavey (1907–1976)
- Forrest Reid (1875–1947)
- Keith Ridgway (* 1965)
- Maurice Riordan (* 1953)
- Lennox Robinson (1886–1958)
- Billy Roche (* 1949)
- Frank Ronan (* 1963)
- Sally Rooney (* 1991)
- Gabriel Rosenstock (* 1949)
- Rubin von Dairinis († 725)
- George William Russell (1867–1935), Pseudonym: Æ
- Cornelius Ryan (1920–1974)
- Donal Ryan (* 1976 od. 1977)

### S
- Blanaid Salkeld (1880–1959)
- Michael Scott (* 1959)
- Joseph M. Scriven (1819–1886)
- Maurice Scully (* 1952)
- Bob Shaw (1931–1996)
- George Bernard Shaw (1856–1950)
- Maurice Sheehy (1928–1991)
- Richard Brinsley Sheridan (1751–1816)
- Michael Smith (* 1942)
- Geoffrey Squires (* 1942)
- Richard Steele (1672–1729)
- James Stephens (1882–1950)
- Laurence Sterne (1713–1768)
- Bram Stoker (1847–1912)
- Francis Stuart (1902–2000)
- Matthew Sweeney (1952–2018)
- Jonathan Swift (1667–1745)
- John Millington Synge (1871–1909)

### T
- Kate Thompson (* 1959)
- Mary Tighe (1772–1810)
- Alan Titley (* 1947)
- Colm Tóibín (* 1955)
- Theobald Wolfe Tone (1763–1798)
- William Trevor (1928–2016)
- Una Troy (1910–1993)
- Katharine Tynan (1861–1931)

### W
- Martin Waddell (* 1941)
- Mervyn Wall (1908–1997)
- Catherine Walsh (* 1964)
- David Walsh (* 1955)
- Enda Walsh (* 1967)
- Maurice Walsh (1879–1964)
- James White (1928–1999)
- Oscar Wilde (1854–1900)
- Niall Williams (* 1958)
- James Wills (1790–1868)
- William Gorman Wills (1828–1891)
- Robert McLiam Wilson (* 1964)
- Macdara Woods (1942–2018)
- Enda Wyley (* 1966)

### Y
- Jack Butler Yeats (1871–1957)
- William Butler Yeats (1865–1939)
- Augustus Young (* 1943)
- Ella Young (1867–1956)